# 針江区

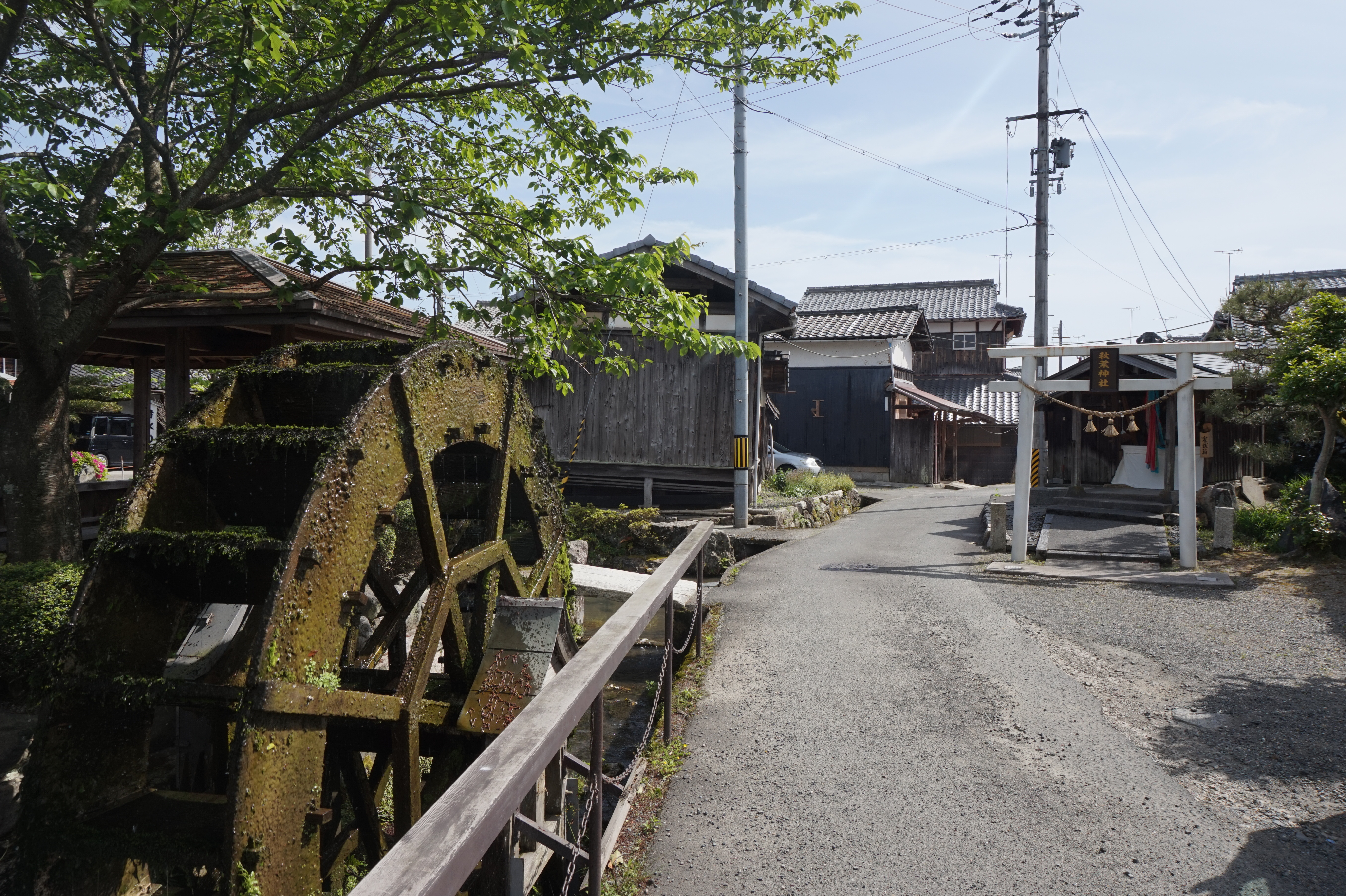
針江公民館周辺の景観。

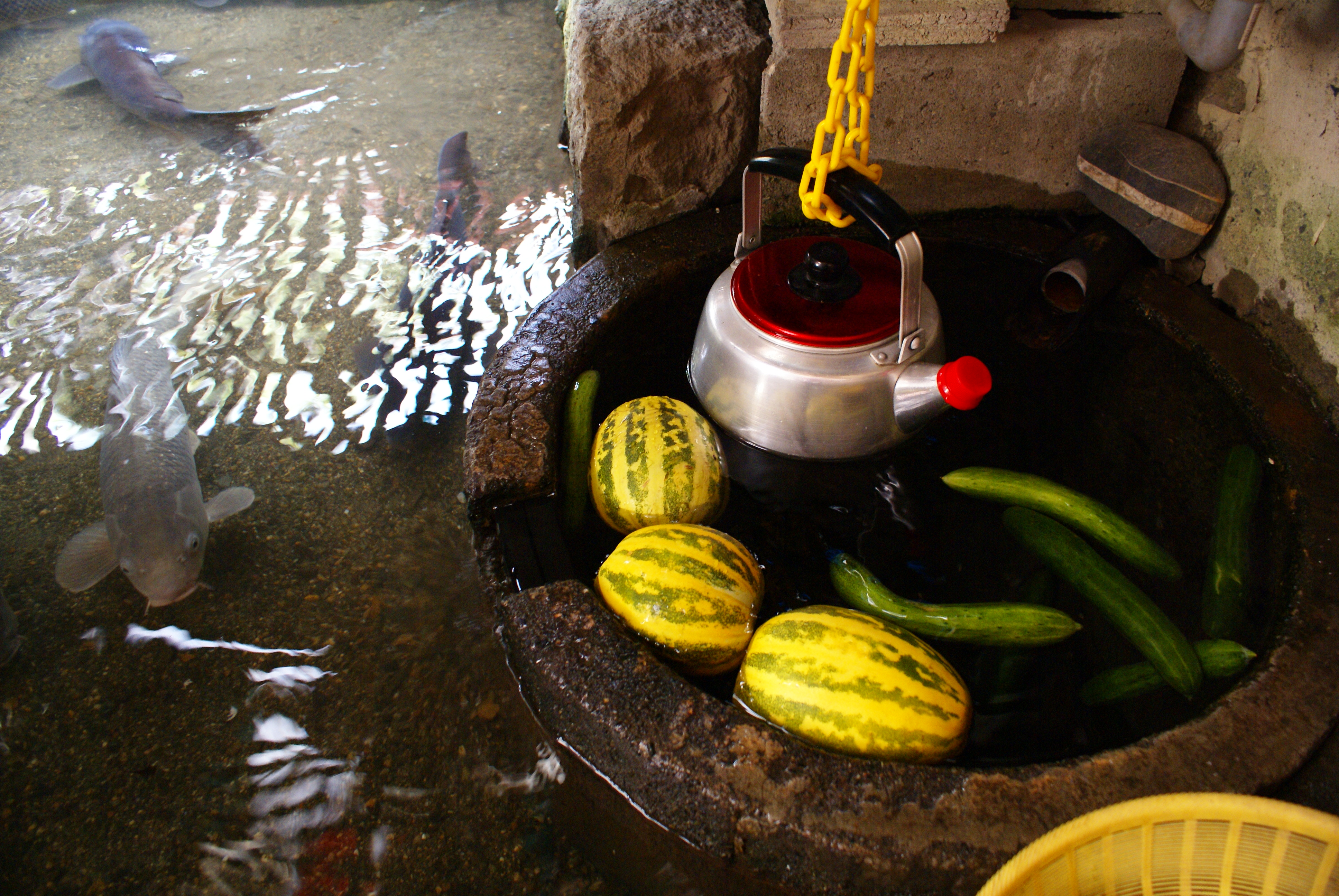
壺池と端池がある川端の環境。そこで飼われている鯉は野菜屑や食器の汚れなどといった生活ゴミも餌としている。

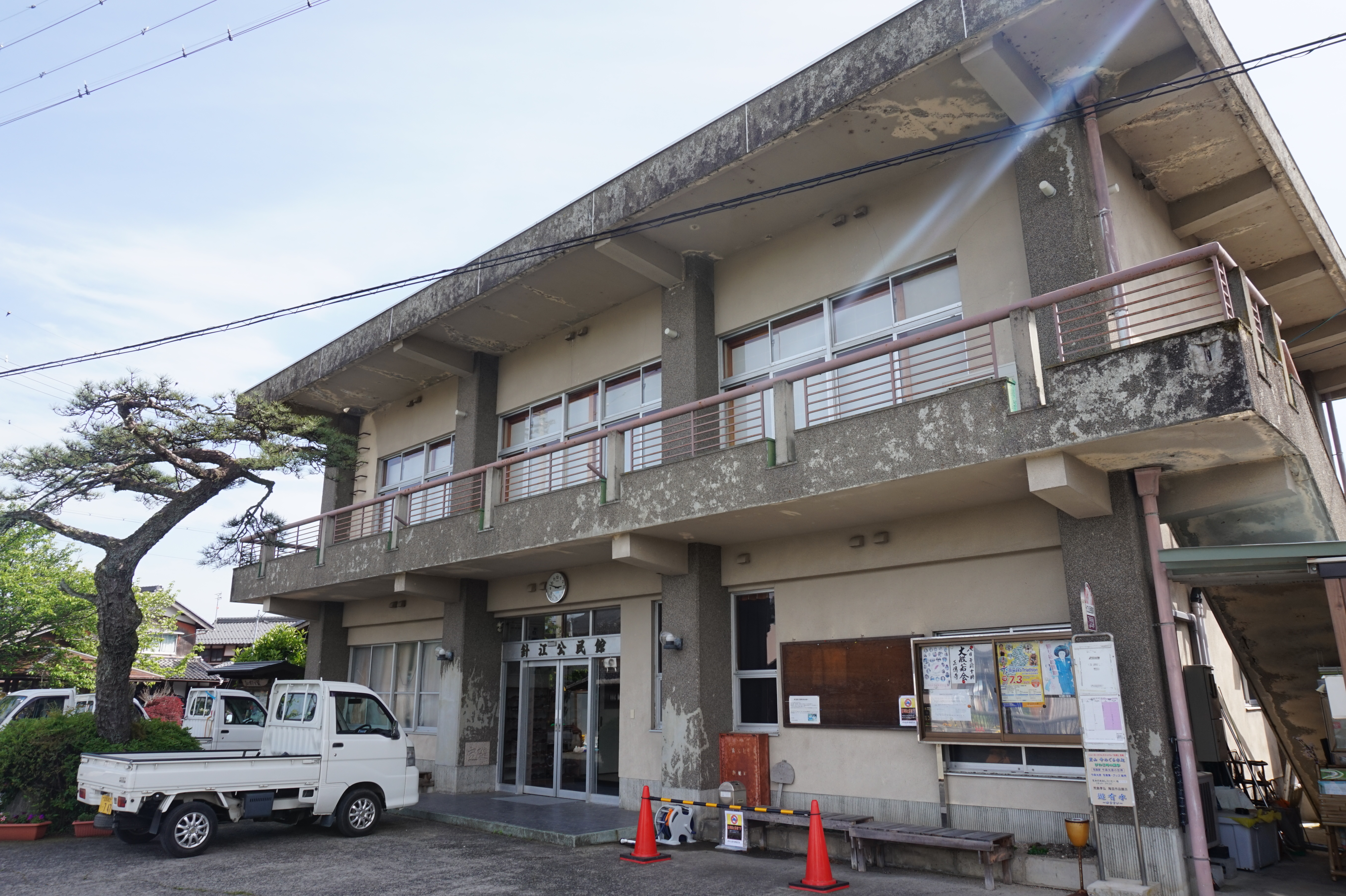
針江公民館。ガイドツアーの出発地点になっている。

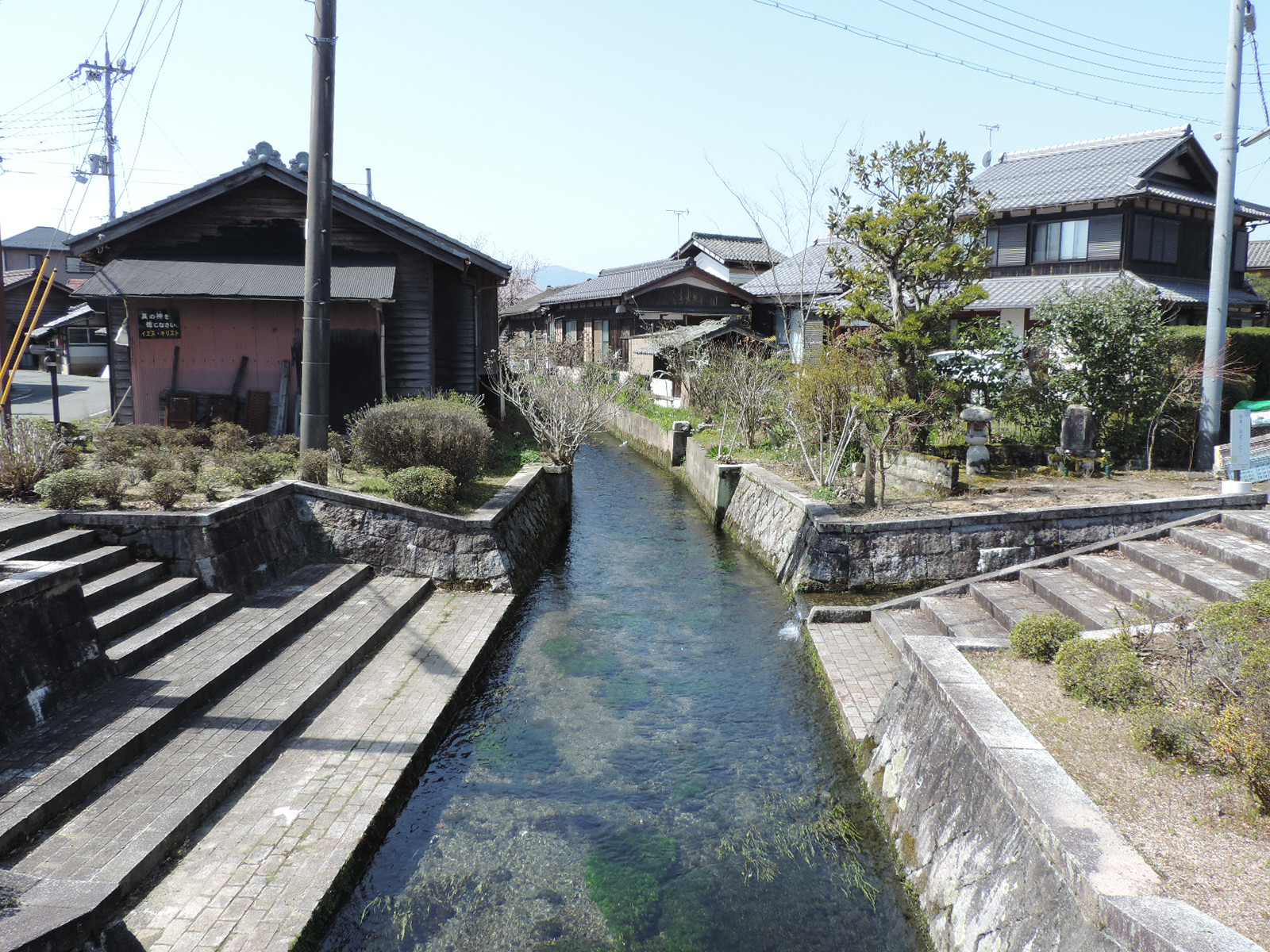
針江大川。針江区から琵琶湖へ流入する。

針江区（はりえく）は、日本の滋賀県高島市にある地区である。行政区画では、高島市新旭町針江に相当する。旧高島郡新旭町針江、旧高島郡饗庭村針江、さらに古くは、同郡針江村。豊富に沸き出る安曇川水系の伏流水を活かした人里の生活環境「川端文化」（かばたぶんか）が存在する。
湧水（針江の生水）は環境省選定の「平成の名水百選」であり、隣接する霜降（しもふり）地区
とともに国の重要文化的景観に選定されている。
また同地区へのエコツーリズム活動に対し、環境省「エコツーリズム大賞」を受賞した。
「川端」は個人の住居内にあるため、無断で入ると住居侵入罪となる可能性がある。公道からは様子がうかがえないため、見学をするためには前日までに予約が必要な有料のガイドツアーに参加する必要がある。

## 針江の生水
丹波高地と比良山地を水源とする安曇川水系の伏流水である当地域の湧水は、針江の生水/針江生水（はりえのしょうず）と呼ばれる。200年もの歳月を経て24m前後の地下から湧き出すものであり、1日の湧水量は約3,500トン（タンクローリー約250台分相当）。年間を通して13℃前後の水温が保たれ、夏は冷たく、冬は暖かく感じられる。ミネラルの少ない軟水で、辛口端麗の日本酒を仕込むのに向いているという。2000年以上の昔から地域に特徴的な水辺環境の下支えとなっている名水であり、2008年（平成20年）には環境省選定の「平成の名水百選」に選ばれている。
現代では、針江の生水を擁する地域一体は、針江生水の郷（はりえしょうずのさと）と呼ばれている。

## 川端文化
針江区に独特の、湧水利用の文化は、農学者でもある政治家・嘉田由紀子によって、、川端文化（かばたぶんか）と名付けられた。
弥生時代（2000年前前後の時代）にはすでに存在していたと言われる川端は、母屋の内部にある内川端（うちかばた）と、別棟や屋外にある外川端（そとかばた）に分けられる。地区内では地下24m前後まで掘り下げると水脈があるが、地上まで自噴してくる湧水のある川端と、ポンプで汲み上げる湧水のある川端の、いずれもが存在している。井戸から湧出した地下水はまず壺池（つぼいけ）と呼ばれる部分に注ぎ込み、そこから溢れ出して壺池の周囲にある端池（はたいけ）に注ぐ。端池にはコイやニゴロブナなどの比較的大型の淡水魚が飼われている。端池は集落内の水路と繋がっており、端池から溢れた水は水路に出て集落の中央を流れる針江大川（はりえおおかわ）へと流れ込む。針江大川は琵琶湖に最終的に流れ込んでいる。21世紀初頭の現在も108軒（2009年6月、数十年ぶりに1基が新設されて108基となった）の家で川端が利用されている。
飲料水や料理用の水に用いられるのは壺池の水である。また、壺池の水は夏でも冷たいので、野菜や果物、麦茶などを冷やす用途にも使用される。一方、端池には食べかすや野菜屑、使用された皿や鍋などを沈めておくと、端池内に飼われているデトリタス食性を有する淡水魚が食べ物の屑を全て食べてしまう。また、水路や針江大川には、コイ、オイカワ、タナゴ、ヨシノボリ、サワガニ、カワエビなどが生息しており、ここでも食べ物屑は“清掃”（デトリタス食）されてゆく。加えて、水路や針江大川にはアユやビワマスなどの稀少な淡水魚も遡上してくる。減少著しい琵琶湖固有種のセタシジミ（cf. シジミ#種類）も、針江集落では通常的に見られる。
このような壺池、端池、水路、針江大川、琵琶湖という水の流れの上に成立する生態系は非常に巧妙なバランスを保っており、人間の食べ残しによって水が腐るというようなことは無い。

## 歴史

### 地名の由来
針江は、古代の日本において「新たに切り拓いた土地」を意味する「墾り（ハリ）」と「水辺」を意味する「江（エ）」から生まれた地名であり、すなわち、古代の開墾民が湖沼の支配的な環境を整備して造成した土地であることを示している。なお、同じ由来を持つ同名地名として、島根県雲南市大東町大東下分針江がある。

### 『映像詩 里山 〜命めぐる水辺〜』の舞台
針江区が世界的な注目を集めるきっかけとなったのは、写真家・今森光彦の指揮の下、NHKによって製作されたドキュメンタリー番組『〈NHKスペシャル〉映像詩 里山〜命めぐる水辺〜』である。この番組は2004年（平成16年）1月に放送され、針江区在住の漁師・田中三五郎の日常と美しい「川端」の様子が大きな反響を呼んだ。国際版（英語版）では動物学者で自然番組のプロデューサーとしても著名なデイビッド・アッテンボローがナレーションを担当した本作品は、2005年9月25日、第57回イタリア賞のテレビドキュメンタリー文化一般番組部門で最優秀賞を獲得し、他にも数々の国際コンクールで最高賞を獲得するなど、世界的に高い評価を得た

### エコツーリズムの始まり

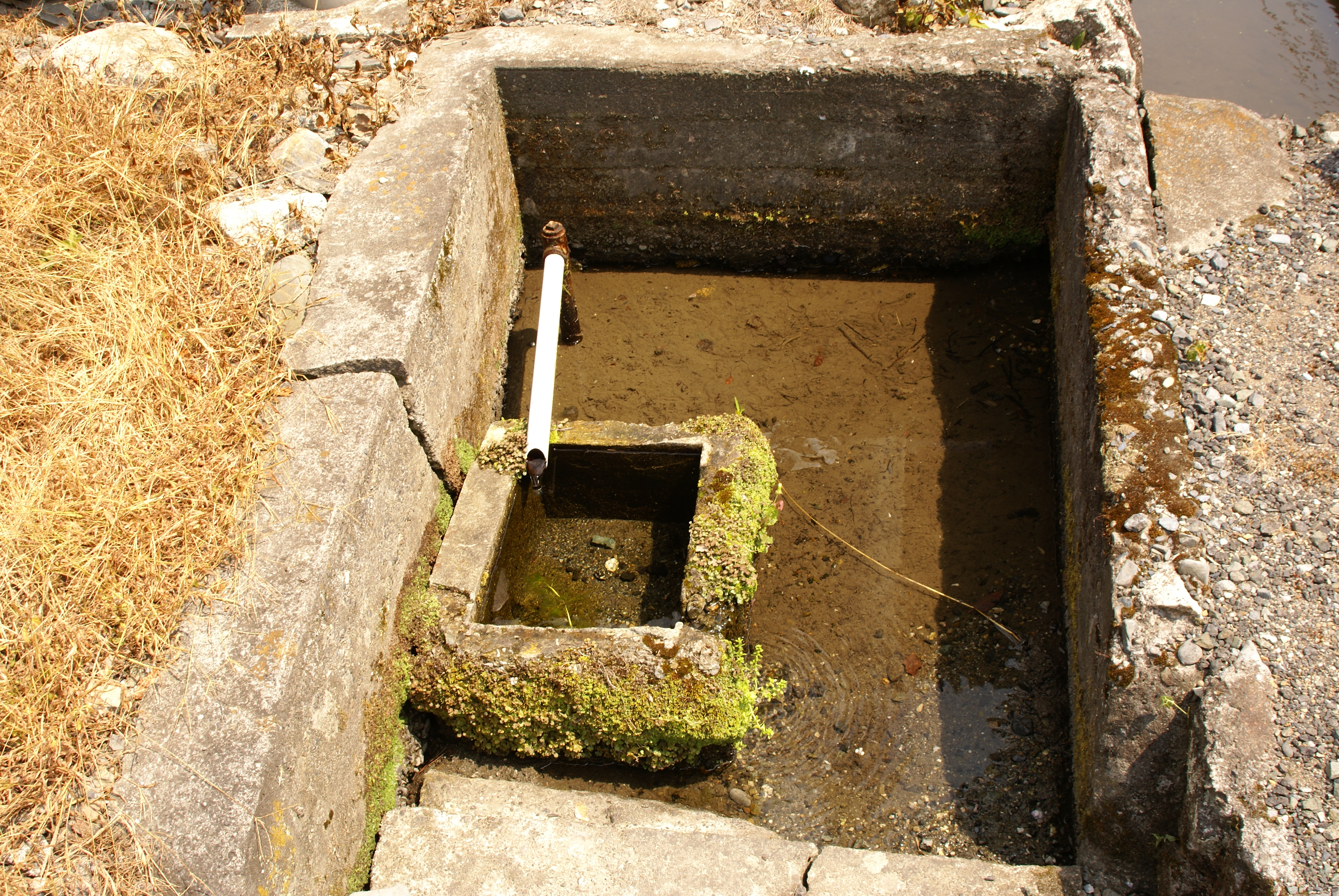
家屋が撤去されて更地となった区画に残された川端

前述の作品をきっかけとして針江区には多くの観光客が押し寄せることとなったが、もともと針江区は観光地ではなかったため、多くの問題が発生することとなった。最大の問題となったのは、小さな集落の中を突然外部の人間が多数歩き回るようになったため、地区内の住人、特に子供が不安を覚えるようになったことであった。そこで、地区内の有志によってボランティア団体「針江生水の郷委員会（すなえしょうずのさといいんかい）」が設立され、ガイドツアーという形で地区内の川端を案内するようになった。すなわち、川端を観光資源としたエコツーリズムの始まりである。
一方、同地区でも番組放映当時には、ほとんどの家が川端を使わずに水道水を使っており、地区内の水路にもゴミが散乱しているような状況であった。しかし、外部から観光客が訪問するようになったことで、逆に川端や湧水の貴重さが見直され、多くの家が川端を復活させた。また、水路にゴミが捨てられるということも無くなった。2006年（平成18年）からは川端で洗剤を使用することも禁止された。
同地区でのエコツーリズム実践が評価された結果、主催団体「針江生水の郷委員会」に対し、環境省による「エコツーリズム大賞」が選出された。以下はその活動概要である。
家々に湧き出る水と家々の間を流れる水路を組み合わせて利用する「川端（かばた）」を中心に、地区を流れる針江大川やびわ湖に至るまで様々な水との関わり、針江地区全体を「針江里山水博物館」として紹介。町づくり委員会の一員として地域活性化に関わり、身近な自然環境の保全を促す機会づくりに取り組んでいる。

### 年表
※新暦導入以前（1872年以前）の日付は和暦による旧暦。丸括弧内は西暦で、1581年以前はユリウス暦、1582年以降はグレゴリオ暦。

#### 有史以前
- 弥生時代前期（約2300年前）：針江浜（はりえはま）における集落（現・針江浜遺跡）の最も古い形成期[12]。
- 弥生時代（2000年前前後の時代）：すでに川端が存在していた[2]。
- 弥生時代中期（約2100年前）：この頃は現在の針江浜より約200m沖合いまでの広い範囲が陸地であった（埋没林の発見によって裏付けられる）[12]。
- 現新旭町饗庭に木津製鉄遺跡がある。

#### 昭和以前
- 保延4年（1138年、平安時代後期）
  - 針江村が属する木津荘が延暦寺の千僧供領（せんそうくりょう、せんぞうぐりょう）となる。
  - 日吉二宮神社が勧請・創建される。
- 永仁2年（1294年、鎌倉時代中期）：針江の石津寺に鎮守社（現・日吉神社の前身）が創建される。
  - 石津寺はのちに荒廃し、饗庭村にあって木津荘の惣社であった波爾布神社の支配を受け、「石津十禅師」と称する。なお、近現代において石津寺は日吉神社の境内の一角に名残をとどめる小寺となっている。
- 応永15年（1408年、室町時代前期）：針江の日吉神社と饗庭の大國主神社との間で氏子の争議が起こる。
- 永正8年（1511年、室町時代後期・戦国時代中期）：大國主神社の『永正八年御宮年中行事』などに見える領地区分は、延暦寺千僧供領、近江国高島郡（たかしまこおり、たかしまごおり）木津荘下郷針江村。

#### 平成以降
- 1989年（平成元年）：滋賀県が有機活用事業に取り組んだのをきっかけに、針江区の農家9名が針江有機米栽培グループ（現・針江げんき米栽培グループ、8名）を結成する[13]。
- 1990年（平成2年）：針江有機米栽培グループが大阪の生協と米取引を開始[13]。
- 2004年（平成16年）
  - 1月：針江区を取り上げた、NHKのドキュメンタリー番組『〈NHKスペシャル〉映像詩 里山 〜命めぐる水辺〜』が放映される[4][13]（ハイビジョン放送は4月23日）。琵琶湖と共存する針江地域の風景や川端を用いた生活の様子が番組で紹介され、これ以降、日本各地および外国から年間1,000人を超える[4]観光客が訪れるようになった[13]。また、住人の川端への意識も高まり、使われなくなっていたものを復興させる動きも始まる。しかし一方では、個人宅の敷地内にある川端に無断で立ち入る見学者も多く現れるようになり、何らかの対処が必要となる。
  - 5月：針江区の有志によってボランティア団体「針江生水の郷委員会（はりえしょうずのさといいんかい）」が立ち上げられ、新旭町観光協会を窓口とした観光案内事業が体制化する[4]（エコツーリズムの始まり）。
- 2005年（平成15年）9月25日：『映像詩 里山 〜命めぐる水辺〜』が、第57回イタリア賞のテレビドキュメンタリー文化一般番組部門最優秀賞を受賞。[14]
- 2006年（平成18年）
  - これ以降、川端での洗剤の使用が禁止される[10]。
  - 新旭町針江区が、近畿農政局の「平成18年度優良事例」に選ばれ、農林水産大臣賞を受賞[13]。
- 2008年（平成20年）6月：針江の生水が、環境省 水・大気環境局選定「平成の名水百選」に入選[3][15]。
- 2009年（平成21年）
  - 針江の生水が、滋賀県教育委員会選定「近江水の宝」に入選[15][16]。
  - 6月：テレビ朝日のドキュメンタリー番組『素敵な宇宙船地球号』で里山としての針江区が特集され、6月7日に放映される[2]。また、番組収録の過程で数十年ぶりに新たな川端が1基作られ、川端の数は全部で108基となった[2]。
- 2010年（平成22年）8月5日：針江区と霜降区の水辺環境が文部科学省選定「重要文化的景観」に「高島市針江・霜降の水辺景観」の名で入選。
- 2015年（平成27年）4月24日：「琵琶湖とその水辺景観－ 祈りと暮らしの水遺産 」の構成文化財として日本遺産に認定される[17]。

#### 行政区域の変遷（近代以降）
- 1874年（明治7年）5月：滋賀県高島郡の針江村が小池村を編入し、新生の針江村が発足。
- 1878年（明治11年）7月22日：郡区町村編制下での針江村が発足。
- 1889年（明治22年）
  - 4月1日：村制が施行され、現行制度下での針江村が発足。
  - 5月：熊野本村、旭村、針江村、深溝村の4村が合併し、饗庭村が発足。針江村は大字針江となる。
- 1955年（昭和30年）1月1日：饗庭村と新儀村が合併し、町制の施行によって新旭町が成立。
- 2005年（平成17年）1月1日：新旭町、マキノ町、今津町、朽木村、安曇川町、および高島町が合併し、市制を施行して高島市が発足。現在の新旭町針江が成立。

## 位置情報
- 北緯35度21分33秒 東経136度02分42秒 / 北緯35.35917度 東経136.04500度
- 針江区 - 地理院地図
- 滋賀県高島市新旭町針江 - Google マップ

## 交通アクセス
鉄道路線
- JR湖西線を新旭駅で下車し、徒歩で約15分[18]。

鉄道路線 - バス路線
- JR湖西線を新旭駅で下車し、江若交通のはーとバス（新旭町生活路線）東環状線で約3分、「針江公民館」下車[13][18]。

## 周辺地域
- 大國主神社
- 田井帝釈天堂
- 森神社
- 川島酒造
- 日吉神社
- 正傳寺
- 上原豆腐店
- 新旭深溝郵便局
- 日吉二宮神社
- 鬼子母善神堂
- 道の駅しんあさひ風車村
- 琵琶湖